# Erica Sharp
Pour les articles homonymes, voir Sharp.
Erica Jo Sharp, née le 29 mars 1975, est une lutteuse canadienne.

## Biographie
Elle est médaillée d'argent aux Championnats panaméricains de lutte en 1997 et aux Championnats du monde de lutte 1999 dans la catégorie des moins de 51 kg. Elle remporte huit ans plus tard la médaille de bronze dans la même catégorie, aux Championnats du monde de lutte 2007. Elle intègre le Temple de la renommée de la lutte canadienne en 2014.